# Navarre River
Der Navarre River ist ein Fluss im Westen des australischen Bundesstaates Tasmanien.

## Geografie

### Flusslauf
Der rund 15 Kilometer lange Navarre River entspringt an den Osthängen des Mount Rufus, einem Berg im Südosten des Cradle-Mountain-Lake-St.-Clair-Nationalparks. Von dort fließt er nach Südosten, unterquert den Lyell Highway nördlich des Mount King William I. und mündet in den Lake King William und damit in den Derwent River.

### Nebenflüsse mit Mündungshöhen
Nebenflüsse des Navarre River sind:
- Coates Creek – 727 m
- Little Navarre River – 715 m

### Durchflossene Stauseen
Er durchfließt folgende Stauseen:
- Lake King William – 715 m